# جایزه اسپاراهای پران
جایزه درام تلویزیونی اَسپاراهای پرّان چین (چینی ساده: 中国电视剧飞天奖; پین‌یین: Zhōngguó Diànshìjù Feī Tiān Jiǎng) که به جایزه اَسپاراهای پرّان (انگلیسی: Flying Apsaras Awards) و جایزهٔ فِـیتیان (چینی: 飞天؛ انگلیسی: Feitian Awards) هم شهرت دارد، جایزه‌ای است که هر دو سال یکبار، توسط «ادارهٔ کل مطبوعات، نشر، رادیو، تلویزیون و سینما» و «کمیتهٔ هنر و سینمای جمهوری خلق چین» به برترین‌های تلویزیون در این کشور اعطا می‌شود.
این جایزه نامِ خود را از الههٔ «اَپسارا» («الههٔ ابرها و آب» و همچنین «جفتِ مونثِ گندهروا») گرفته است و تندیس آن به شکلِ یک «اَسپارای پرّان» است که از نقاشی‌هایِ باستانیِ به‌جامانده در غار موگای واقع در جنوب‌شرقی «دان هوانگ» (در استان گانسوی چین) اقتباس شده است.
این جایزهٔ معتبر، نخستین بار در سال ۱۹۸۱ میلادی و توسط «وزارت فرهنگ جمهوری خلق چین» برپا شد و بعدها، «ادارهٔ کل مطبوعات، نشر، رادیو، تلویزیون و سینما» و «کمیتهٔ هنر و سینمای جمهوری خلق چین» متولی اجرا و اهدای آن شدند. جایزهٔ فِـیتیان، پایاترین و طولانی‌ترین جایزهٔ تلویزیونیِ اهداشده در چین و بالاترین افتخار دولتی برای تلویزیون این کشور است.
این جایزه، به همراهِ جایزه تلویزیونی عقاب زرین چین و جایزهٔ ماگنولیا، معتبرترین جوایز تلویزیونی چین محسوب می‌شوند. جایزه تلویزیونی عقاب زرین چین در سال‌های زوج و جایزهٔ فِـیتیان در سال‌های فرد اعطا می‌گردند.